# The Two-Gun Man

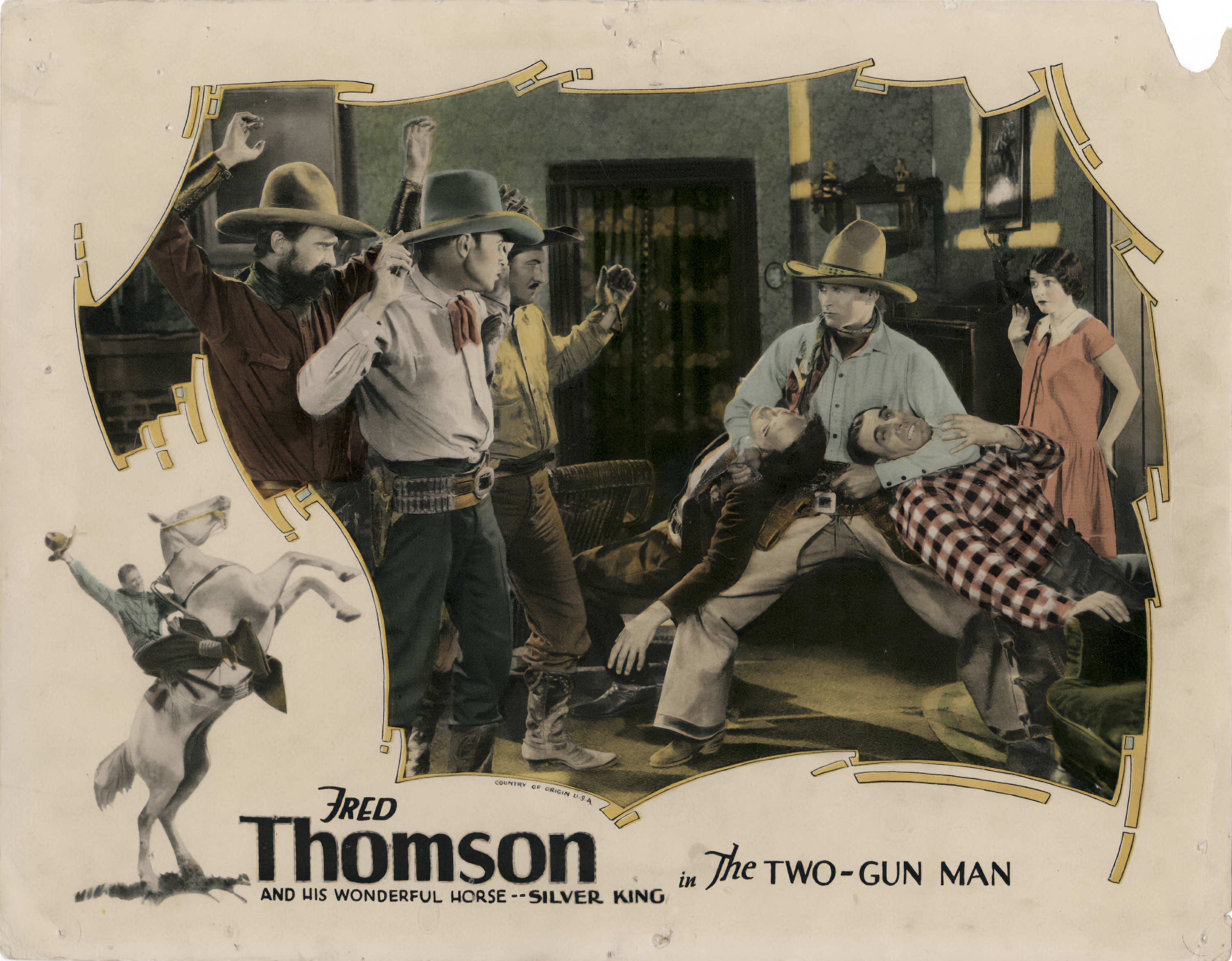
Carte promotionnelle du film.

The Two-Gun Man est un western américain réalisé par David Kirkland et sorti en 1926.

## Fiche technique
- Réalisation : David Kirkland

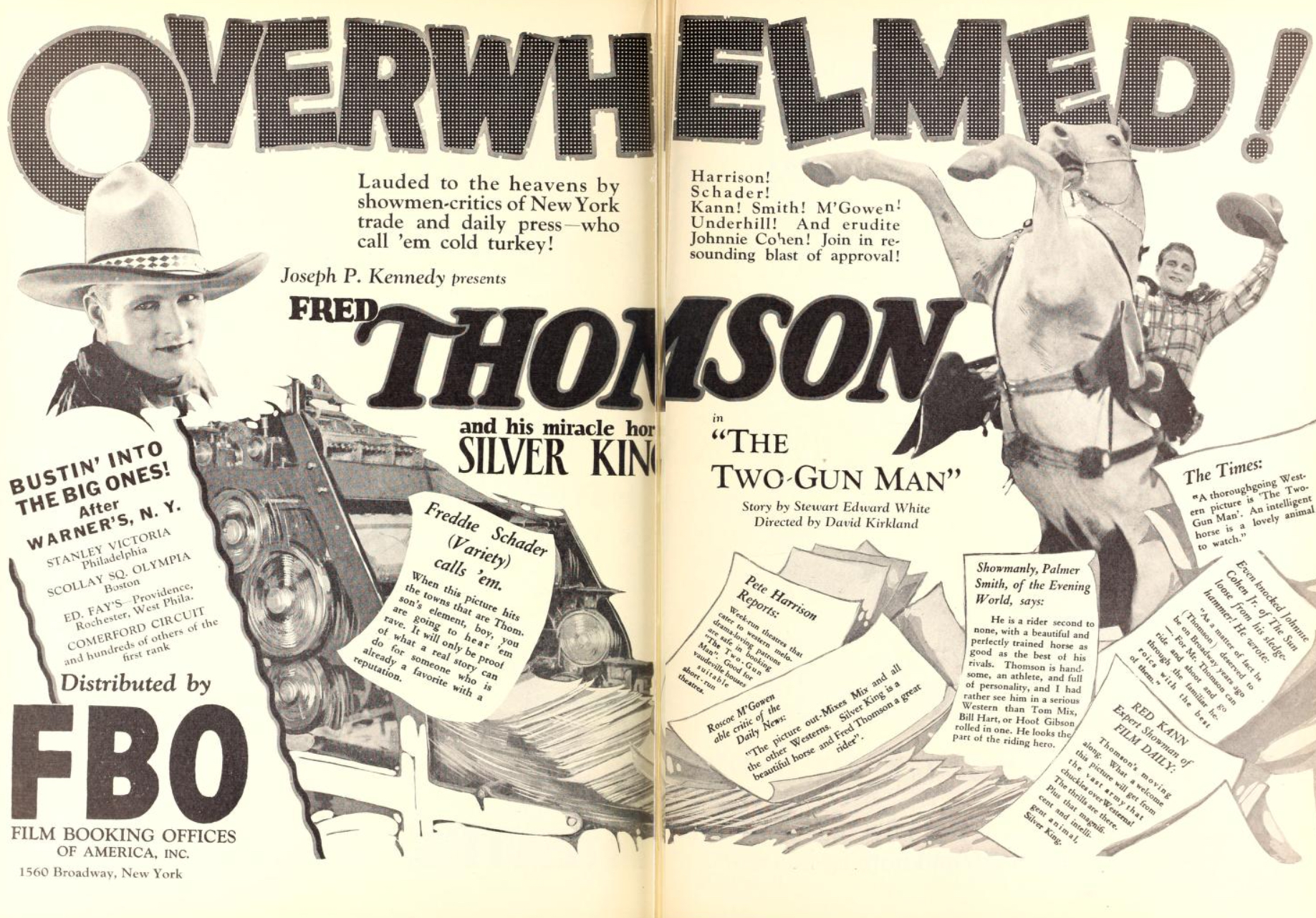
Annonce pour le film dans Motion Picture News.

- Scénario :  Frances Marion,  Stewart Edward White, William E. Wing
- Producteur : 	Joseph P. Kennedy
- Photographie : Ross Fisher
- Production : Film Booking Offices of America
- Distributeur : Film Booking Offices of America
- Durée : 5 bobines
- Date de sortie :
  - États-Unis : 13 juin 1926[1]

## Distribution
- Fred Thomson : Dean Randall
- Spottiswoode Aitken : Dad Randall
- Sheldon Lewis : Ivor Johnson
- Frank Hagney : Bowie Bill
- Ivor McFadden : Texas Pete
- Olive Hasbrouck : Grace Stickley
- William Courtright : Dad Stickley
- Billy Butts : Billy Stickley
- Arthur Millett : Sheriff Dalton
- Willie Fung : Quong